# Costante di Oort

Le orbite delle stelle attorno al disco galattico, viste dal Sole, messe in grafico in funzione della longitudine galattica secondo i dati forniti dal satellite Gaia.

Le costanti di Oort sono indicatori cinematici che si utilizzano per misurare la velocità di rotazione del Sole nel piano galattico, e la variazione della velocità di rotazione della Galassia nei dintorni del Sole e hanno le dimensioni di una velocità divisa per una lunghezza.
Esse furono introdotte dall'astronomo olandese Jan Oort nel 1927 per confermare l'ipotesi della rotazione della nostra galassia; egli le derivò dai dati di un piccolo numero di stelle del vicinato locale. I valori trovati per {\displaystyle A} e {\displaystyle B} dimostravano non solo che la nostra Galassia era effettivamente in rotazione, ma anche che ruotava in modo differenziale, comportandosi come un fluido piuttosto che come un corpo solido.

## Formulazione matematica
Le formule applicabili e i valori comunemente ammessi differiscono lievemente tra i vari autori. I valori più recenti sono:
- {\displaystyle A={\frac {R_{\odot }}{2}}{\frac {d\omega }{dR_{\odot }}}={\frac {1}{2}}\left({\frac {dv_{\odot }}{dR_{\odot }}}-{\frac {v_{\odot }}{R_{\odot }}}\right)=15,3\pm 0,4{\frac {Km}{Kpc\cdot s}}}
- {\displaystyle B=\omega _{\odot }+{\frac {R_{\odot }}{2}}\left({\frac {d\omega _{\odot }}{dR_{\odot }}}\right)=-{\frac {1}{2}}\left({\frac {dv_{\odot }}{dR_{\odot }}}+{\frac {v_{\odot }}{R_{\odot }}}\right)=-11,9\pm 0,4{\frac {Km}{Kpc\cdot s}}}

dove:
{\displaystyle R_{\odot }} = distanza Sole-centro della galassia
{\displaystyle v_{\odot }} = velocità orbitale del Sole nel piano galattico
{\displaystyle \omega _{\odot }} = velocità angolare del Sole nel piano galattico
Si noti che:
{\displaystyle B-A={\frac {v_{\odot }}{R_{\odot }}}}
e quindi
{\displaystyle v_{\odot }=(B-A)R_{\odot }}
Per cui da A e B si può determinare la velocità del moto solare.